# مارسلو ده سوزا
مارسلو ده سوزا (اسپانیایی: Marcelo de Souza‎؛ زادهٔ ۳۰ سپتامبر ۱۹۷۵) بازیکن فوتبال اهل اروگوئه بود.
از باشگاه‌هایی که در آن بازی کرده است می‌توان به باشگاه فوتبال تیانجین تایگرز، باشگاه فوتبال پنیارول، باشگاه فوتبال دانوبیو، باشگاه فوتبال ولز سارسفیلد، باشگاه فوتبال صنعت نفت آبادان، و باشگاه فوتبال ویدا اشاره کرد.
وی همچنین در تیم ملی فوتبال اروگوئه بازی کرده است.